# Brainbow

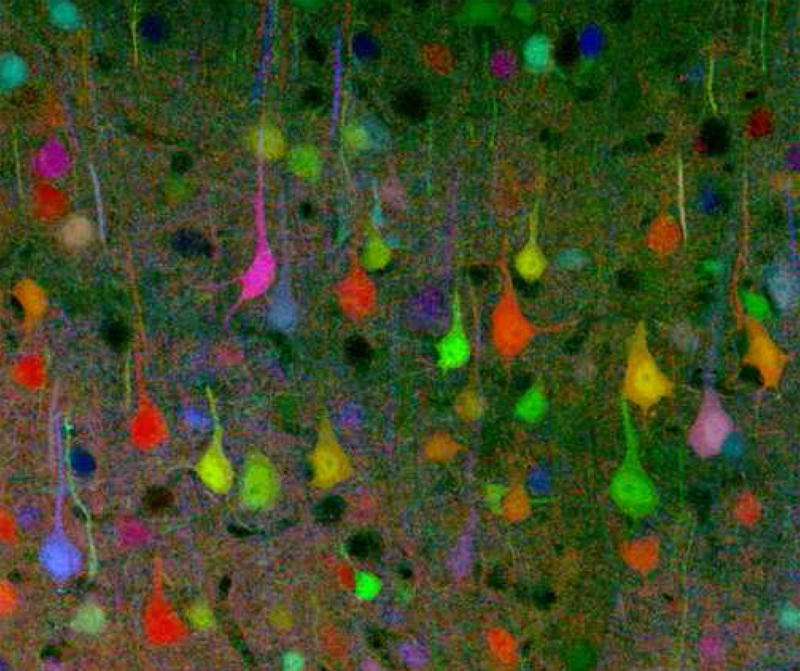
Neurony myszy znakowane metodą Brainbow.

Brainbow - metoda obrazowania neuronów wykorzystująca białka fluorescencyjne. Sekwencje genów tych białek są wprowadzane do neuronów metodami inżynierii genetycznej, po czym ulegają ekspresji w sposób losowy, co umożliwia odróżnienie poszczególnych neuronów w preparacie oglądanym pod mikroskopem konfokalnym.
Technika ta została po raz pierwszy opisana w 2007 roku, jej twórcami są Jeff W. Lichtman i Joshua R. Sanes z Harvard Medical School. Jest stosowana w badaniach nad sieciami połączeń nerwowych (konektomami). Nazwa jest połączeniem angielskich słów brain (mózg) oraz rainbow (tęcza).

## Opis metody
Brainbow wykorzystuje technikę zlokalizowanej rekombinacji Cre-Lox, która umożliwia ukierunkowane wycinanie fragmentów genów. Wymaga skrzyżowania dwóch linii myszy transgenicznych: jednej, do której wprowadzono sekwencję genu rekombinazy Cre i drugiej, do której wprowadzono sekwencję zawierającą geny trzech białek fluorescencyjnych (świecące na niebiesko, żółto i czerwono) oddzielone od siebie elementami loxP (rozpoznawanymi przez rekombinazę Cre). W uzyskanych w ten sposób myszach dochodzi do losowego wycinania poszczególnych genów białek fluorescencyjnych i syntezy różnych zestawów białek fluorescencyjnych w poszczególnych neuronach.

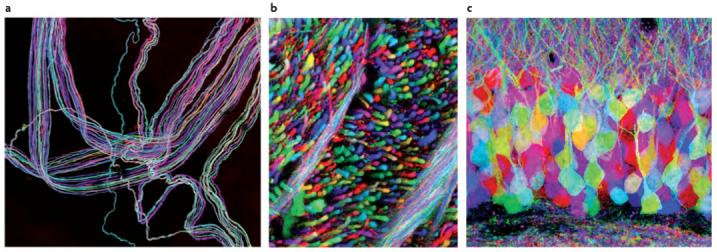
Neurony myszy znakowane metodą Brainbow; (a) włókna nerwu ruchowego biegnącego do mięśnia ucha, (b) neurony pnia mózgu, (c) neurony w zakręcie zębatym hipokampa.